# كورتيس مارش جونيور
كورتيس مارش جونيور (بالإنجليزية: Curtis Marsh, Jr.)‏ هو لاعب كرة قدم أمريكية أمريكي، ولد في 1 مارس 1988 في لوس أنجلوس في الولايات المتحدة.

## وصلات خارجية
- كورتيس مارش جونيور على موقع مرجع كرة القدم المحترفة.كوم (الإنجليزية)